# Amphoe Phanom Thuan
Amphoe Phanom Thuan (Thai: อำเภอพนมทวน) ist ein Landkreis (Amphoe – Verwaltungs-Distrikt) östlichen Teil der Provinz Kanchanaburi. Die Provinz Kanchanaburi liegt im Westen der Zentralregion von Thailand an der Grenze zu Myanmar. 

## Geographie
Die benachbarten Landkreise sind (von Süden im Uhrzeigersinn): die Amphoe Tha Maka, Tha Muang, Bo Phloi und Huai Krachao der Provinz Kanchanaburi sowie die Amphoe U Thong und Song Phi Nong der Provinz Suphan Buri.

## Geschichte
Die Gegend um Phanom Thuan war bereits in prähistorischer Zeit besiedelt. An der Ausgrabungsstätte von Ban Don Ta Phet wurden viele Gegenstände eines Friedhofs des 4. Jahrhunderts v. Chr. gefunden, die eine Handelsverbindung nach Indien, Vietnam und den Philippinen andeuten.
Bei der „Don Chedi Archaeological Site“ fand im Jahr 1982 ein Ausgrabungsteam des Fine Arts Department viele menschliche Skelette sowie Elefanten-Knochen und Schwerter. Man vermutet daher, dass hier die berühmte Schlacht zwischen dem burmesischen Kronprinzen und König Naresuan stattgefunden hat, der nach der klassischen Geschichtsschreibung dem Amphoe Don Chedi zugeschrieben war. (Siehe dazu auch: Don Chedi.)
Der Landkreis Phanom Thuan war einer der ersten drei Distrikte der Provinz Kanchanaburi. Er hieß zunächst „Nuea“ (nördlich), da er aus dem gesamten nördlichen Teil der Provinz bestand. Als König Nang Klao (Rama III.) 1831 das Zentrum von Kanchanaburi verlegte und seine Größe veränderte, wurde der Nuea-Distrikt umbenannt in Ban Thuan. Er bestand nun aus den Berglandschaften und dem nach Norden fließenden Fluss. Im Jahr 1939 wurde der Name in Phanom Thuan geändert.

## Verwaltung

### Provinzverwaltung
Der Landkreis Phanom Thuan ist in acht Tambon („Unterbezirke“ oder „Gemeinden“) eingeteilt, die sich weiter in 103 Muban („Dörfer“) unterteilen.
| Nr.  | Name         | Thai       | Muban | Einw.  |
| ---- | ------------ | ---------- | ----- | ------ |
| 01.  | Phanom Thuan | พนมทวน     | 09    | 07.665 |
| 02.  | Nong Rong    | หนองโรง    | 17    | 06.658 |
| 03.  | Thung Samo   | ทุ่งสมอ      | 04    | 03.124 |
| 04.  | Don Chedi    | ดอนเจดีย์    | 08    | 04.904 |
| 05.  | Phang Tru    | พังตรุ       | 20    | 09.498 |
| 06.  | Rang Wai     | รางหวาย    | 23    | 11.456 |
| 011. | Nong Sarai   | หนองสาหร่าย | 09    | 03.544 |
| 012. | Don Ta Phet  | ดอนตาเพชร  | 13    | 06.096 |

### Lokalverwaltung
Es gibt fünf Kommunen mit „Kleinstadt“-Status (Thesaban Tambon) im Landkreis:
- Don Chedi (Thai: เทศบาลตำบลดอนเจดีย์) bestehend aus dem kompletten Tambon Don Chedi.
- Phanom Thuan (Thai: เทศบาลตำบลพนมทวน) bestehend aus Teilen des Tambon Phanom Thuan.
- Talat Khet (Thai: เทศบาลตำบลตลาดเขต) bestehend aus Teilen des Tambon Rang Wai.
- Nong Sarai (Thai: เทศบาลตำบลหนองสาหร่าย) bestehend aus dem kompletten Tambon Nong Sarai.
- Rang Wai (Thai: เทศบาลตำบลรางหวาย) bestehend aus Teilen des Tambon Rang Wai.

Außerdem gibt es fünf „Tambon-Verwaltungsorganisationen“ ({lang|th|องค์การบริหารส่วนตำบล} – Tambon Administrative Organizations, TAO)
- Phanom Thuan (Thai: องค์การบริหารส่วนตำบลพนมทวน) bestehend aus Teilen des Tambon Phanom Thuan.
- Nong Rong (Thai: องค์การบริหารส่วนตำบลหนองโรง) bestehend aus dem kompletten Tambon Nong Rong.
- Thung Samo (Thai: องค์การบริหารส่วนตำบลทุ่งสมอ) bestehend aus dem kompletten Tambon Thung Samo.
- Phang Tru (Thai: องค์การบริหารส่วนตำบลพังตรุ) bestehend aus dem kompletten Tambon Phang Tru.
- Don Ta Phet (Thai: องค์การบริหารส่วนตำบลดอนตาเพชร) bestehend aus dem kompletten Tambon Don Ta Phet.